# 霍亨斯陶芬王朝
霍亨斯陶芬家族（德語：Hohenstaufen）是歐洲歷史上的一個王室，又稱為士瓦本家族或斯陶芬家族。最初霍亨斯陶芬家族為現時德国南部士瓦本（又译為斯韋比亞）的世袭伯爵與統治家族。
由士瓦本的腓特烈一世在1079年迎娶了皇帝亨利四世的女儿阿格尼丝公主并繼任士瓦本公爵起，是為霍亨斯陶芬王朝之始。和皇室联姻使霍亨斯陶芬家族及跻身于最高的统治阶层，而且由于阿格尼丝公主的弟弟亨利五世没有子嗣，法兰克尼亚王朝告终。霍亨斯陶芬家族即成为理所当然的皇位继承人。其後霍亨斯陶芬家族又成為法蘭克尼亞和萊茵蘭的統治家族。在12世紀，此家族在德意志政治上扮演重要角色，成為德意志「皇帝黨」勢力的首領。1138年此家族更取得德意志王位和神聖羅馬帝國皇位。在「红胡子」腓特烈一世、亨利六世和腓特烈二世統治時期，霍亨斯陶芬家族權勢最盛，與羅馬教廷展開權力鬥爭，並成功入侵意大利，于1194年取得意大利南方西西里王国的統治權。但在腓特烈二世死後，此家族日漸衰落。1254年，霍亨斯陶芬家族在德意志地區的統治終結。1268年，霍亨斯陶芬家族最后的嫡系男性后裔康拉丁在那不勒斯被斩首。1318年10月31日，家族最后的成员恩里科在蛋堡的囚室中去世，其家族統緒和政治影響力徹底告終。

## 名稱
“霍亨斯陶芬”一词首先使用于14世纪，用于区分坐落于施瓦本汝拉山（位于格平根县）中较高（hohen）的名为斯陶芬（Staufen）的锥形山和位于其山脚下同名的村落。从19世纪开始，为了与其他名为斯陶芬的城堡区分，历史学家才将斯陶芬家族的山间城堡命名为霍亨斯陶芬堡。霍亨斯陶芬王朝也因此得名，但是近几十年来，德国历史传记作者更倾向于直接称其为斯陶芬（Staufer），因为这与现代的用法更加相近。
斯陶芬（Staufen）一名来源于Stauf（古高地德语 stouf，与近代英语的單詞stoup有关），意为“杯子”。该词汇在中世纪时经常被用于位于施瓦本的锥形山。尽管Staufen在拉丁文献中的拼法各异（Sthouf，Stophe，Stophen，Stoyphe，Estufin等等），Staufen在现代可以指该锥形山也可以指该城堡。这座城堡于11世纪下半叶被腓特烈一世建造或购买。

## 起源
霍亨斯陶芬家族的起源尚不完全明确。根據皇帝奧托三世於987年發佈的一份文件，史料首次提及“斯陶芬伯爵”，稱其為施瓦本境內诺德林根附近里斯高（Riesgau）地區的伯爵後裔，並與巴伐利亚的西哈丁格家族（Sieghardinger）有亲属关系。約1075年去世的地方伯爵腓特烈被認為是霍亨斯陶芬家族的始祖，該家譜由施塔韋洛的维巴尔德修士於1153年應皇帝腓特烈·巴巴罗萨之命編撰。腓特烈曾任施瓦本宫廷伯爵，其子比伦的腓特烈（約1020年-1053年）娶埃吉斯海姆-达格斯堡的希尔德加德為妻（卒於1094/95年），希尔德加德為教宗良九世之侄女。
他們的兒子施瓦本的腓特烈一世於1079年被萨利安王亨利四世任命為施瓦本公爵，受封於霍亨斯陶芬城堡。
與此同時，腓特烈一世與國王之女瓦伊布林根的阿格尼丝（約17歲）訂婚。儘管腓特烈此前的生平不詳，但他此後成為皇帝的堅定盟友，並協助其對抗其他施瓦本貴族，尤其是前任公爵莱茵费尔登的鲁道夫以及韋爾夫家族。腓特烈的弟弟奧托於1082年被任命為斯特拉斯堡主教。
腓特烈去世後，由其子施瓦本的腓特烈二世於1105年繼位。腓特烈二世仍是萨利安王朝的忠實盟友，當國王出征意大利時，他與弟弟康拉德被任命為德國境內的代理人。約1120年，腓特烈二世與其政敵韋爾夫家族的巴伐利亚的朱迪丝成婚。

## 统治德国
在萨利安王朝最後一位男性成員——皇帝亨利五世於1125年無嗣去世後，關於王位繼承爆發爭議。施瓦本公爵腓特烈二世與其弟康拉德，即當時的兩位霍亨斯陶芬家族男性成員，是已故皇帝亨利四世的外孫，也是亨利五世的外甥。腓特烈試圖透過傳統的王位選舉制度繼承罗马人的国王（即皇位候選人）之位，但敗於萨克森公爵洛塔尔·冯·敘普林堡。兩家遂爆發內戰，最終於1134年腓特烈屈服。
1137年洛塔尔去世後，腓特烈之弟康拉德當選為國王，即康拉德三世。由於洛塔尔的女婿兼繼承人——權勢強大的韦尔夫家族公爵骄傲者亨利在選舉中落選，拒絕承認康拉德為王，康拉德便剝奪其所有領地，將萨克森公国賜予熊公阿尔布雷希特，將巴伐利亚公国則封給奧地利藩侯利奥波德四世。
1147年，康拉德在施派尔聽聞克莱沃的伯尔纳铎宣講第二次十字军东征後，決定加入法國國王路易七世的遠征隊前往聖地，但最終此役以失敗告終。
同年，康拉德的兄長腓特烈二世去世，由其子腓特烈三世繼承施瓦本公国。1152年康拉德三世在無成年子嗣的情況下去世，腓特烈三世繼承其位，即位為德意志國王與神圣罗马皇帝，史稱紅鬍子腓特烈。

## 统治意大利

### 腓特烈二世
腓特烈二世被认为是霍亨斯陶芬王朝中最卓越、最具才华的皇帝之一，但他在德意志境内的活动较少，统治重心主要在意大利与西西里王国。在那里，他凭借高度发展的行政体系施行专制统治。他于1224年创立那不勒斯大学以培养国家官员；而对德意志，他主要通过分封权利予诸侯来维持统治。
1232年，他的长子亨利七世被迫签署《诸侯利益法令》（Statutum in favorem principum），确认诸侯的权力，皇帝不得在其领地设立新城市、城堡与铸币厂。这一法令虽被视为对皇权的让步，实则更多是对德意志既有政治现实的承认。
尽管如此，腓特烈在德意志的权力仍相当强大。1235年于美因茨颁布的《帝国治安法》（Landfrieden）中，皇帝呼吁诸侯在其领地内行使司法权以维护和平，体现出帝权与地方权力的合作关系。
1226年，《里米尼金玺诏书》将征服普鲁士的任务交由条顿骑士团。1235年，皇帝与韦尔夫家族和解，册封幼奥托为公爵。
腓特烈二世与教宗的冲突长期存在，1227年、1239年两次被逐出教会，1245年更被宣布为异端。但他依然以其高超的法律与行政才能著称，1231年于西西里颁布《梅尔菲法典》（Constitutiones Melphitanae），以绝对君主姿态实施中央集权统治，其内容涉及司法、财政、货币、妇女权利、环境保护等，被誉为中世纪大陆国家治理的典范。
1240年起，腓特烈进一步推进行政一体化，由西西里训练有素的官员主导整个意大利的管理体系。但这一统一体制在他死后迅速瓦解，许多地方总督演变为后世的城邦领主。
1250年腓特烈去世时，其子康拉德四世继承德意志王位，皇权尚具实力。然而1254年康拉德去世后，德意志陷入大空位时期，数位王位竞争者皆未能确立有效统治，皇权衰微。诸侯乘机扩展地权，行政职位世袭化，导致德意志进一步碎片化。1273年，哈布斯堡的鲁道夫一世当选国王，此为霍亨斯陶芬王朝正式终结的象征。

### 王朝的终结
康拉德四世死后，其唯一的儿子、年仅两岁的康拉丁继承施瓦本公爵之位。然而此时，施瓦本公爵的头衔实际上已完全从属于国王的头衔，失去王权支持后几乎毫无实质意义。1261年，人们试图推举年幼的康拉丁为王，但未成功。与此同时，他还需防御由教宗乌尔班四世（雅克·潘塔莱翁）与教宗克勉四世（盖·福尔凯）支持的入侵——由安茹的查理（法国国王之弟）领导，教宗许诺查理将获封西西里王国，取代腓特烈二世的亲属统治。
查理于1266年2月26日贝内文托战役中击败康拉丁的叔父西西里的曼弗雷德，曼弗雷德拒绝逃跑，亲自冲入敌阵战死。康拉丁试图收复失地，最终于1268年在塔利亚科佐战役中败北，被交予查理后，于那不勒斯被公开处决。康拉丁死后，施瓦本公爵的直系血统正式断绝，虽然后来的许多皇帝仍可间接追溯至斯陶芬家族。
家族最后一位成员是曼弗雷德之子亨利（恩里科），他于1318年10月31日囚禁于蛋堡（Castel dell'Ovo）中去世。
在霍亨斯陶芬后期政权分裂的背景下，德意志地区人口由1200年的约800万增长至1300年的1400万，城市数量增加近十倍。德意志南部与西部成为最城市化的地区。这些城市虽部分获得一定程度的自治，但许多仍受地方领主控制，或对皇帝保有直属关系。13世纪，德意志人对东部的殖民也在继续，其中最知名者便爲条顿骑士团；同时德意志商人开始大量在波罗的海地区开展贸易。

## 家族成员

### 神圣罗马帝国皇帝
- 康拉德三世，罗马人民的国王（1138-1152）
- 腓特烈一世，罗马人民的国王（1152-1190），神圣罗马帝国皇帝（1155年后）
- 亨利六世，罗马人民的国王（1190-1197），神圣罗马帝国皇帝（1191年后）
- 腓特烈二世，罗马人民的国王（1208-1250），神圣罗马帝国皇帝（1220年后）
- 亨利七世，罗马人民的国王（1220 - 1235，与其父共治）
- 康拉德四世，罗马人民的国王（1237-1254）

### 士瓦本公爵
- 腓特烈一世（1079年 - 1105年在位）
- 腓特烈二世（1105年 - 1147年在位）
- 腓特烈三世（1147年 - 1152年在位）1152年称王，1155年称帝
- 腓特烈四世（1152年 - 1167年在位）
- 腓特烈五世（1167年 - 1170年在位）
- 腓特烈六世（1170年 - 1191年在位）
- 康拉德二世（1191年 - 1196年在位）
- 菲利普（1196年 - 1208年在位）1198年稱王
- 腓特烈七世（1212年 - 1216年在位）神圣罗马帝国皇帝
- 亨利 (七世)（1216年 - 1235年在位），1220年－1235年稱王
- 康拉德四世（1235年 - 1254年在位）1237年稱王
- 康拉德五世 (康拉丁)（1254年 - 1268年在位）

### 西西里国王
- 恩里科一世 1194年-1197年
- 费德里科一世 1198年-1250年 
  - 恩里科二世 1212年-1217年
- 科拉迪诺一世 1250年-1254年
- 科拉迪诺二世 1254年-1258年或1268年
- 曼弗雷迪 1258年-1266年

## 外部連結
- 歷代中歐跨國王朝簡介

1. ↑  西西里的曼弗雷德为腓特烈二世的私生子，后因其父母婚姻的追溯合法化而获得继承权。因此，他之子亨利（恩里科）（1262年5月－1318年10月31日）虽非家族的最后一位男性后裔，却是最后一位具完整王朝继承权的霍亨斯陶芬成员。事实上，最后一位父系继承人是亨利的堂妹之女——康拉德之女乔万娜·迪·斯特维亚（1280年－1352年），其父康拉德为安条克的腓特烈之子，亦为腓特烈二世的私生子。